# Цвікау (футбольний клуб)
ФСВ «Цвікау» — німецький футбольний клуб із однойменного  міста. Заснований 1 січня 1990. 

## Попередники
Попередником команди є іменитий клуб «Заксенрінг» Цвікау, проте юридично команди ніяк не пов'язані.

## Історія
У 1990 грав у лізі NOFV-Oberliga Süd. 
У 1994 вийшов у Другу Бундеслігу. 
У 2005 фінансові проблеми призвели до вибування у Ландеслігу Саксен, але вже наступного сезону клуб виграв путівку до оберліги. 

## Досягнення
- Друга Бундесліга  (1994)

## Відомі гравці
- Дуейн Де Розаріо